# Heirate mich nicht, Chérie
Heirate mich nicht, Chérie (Originaltitel: L’Année prochaine … si tout va bien) ist eine französische Filmkomödie von Jean-Loup Hubert aus dem Jahr 1981 mit Isabelle Adjani und Thierry Lhermitte in den Hauptrollen.

## Handlung
Maxime und Isabelle leben als glückliches junges Paar in Paris. Vor ihren Eltern hält Isabelle die Beziehung jedoch geheim, da Maxime als Comiczeichner weder festes Einkommen noch Auto hat und sie es ist, die mit ihrem Gehalt als Angestellte am nationalen Statistikinstitut INSEE für den gemeinsamen Lebensunterhalt aufkommt. Als ihre Eltern Isabelle kurzfristig einen Besuch abstatten, setzt sie Maxime kurzerhand vor die Tür. Bald darauf teilt Isabelle Maxime jedoch mit, dass sie mit ihm unbedingt ein Kind haben möchte. Maxime, der sich dafür noch nicht reif genug fühlt und sich der Finanzierung einer eigenen Familie nicht gewachsen sieht, will auf keinen Fall ein Kind.
Mit ihrer Freundin und Arbeitskollegin Huguette und einer weiteren Bekannten verbringt Isabelle einen geselligen Abend in einer Bar. Huguettes Mann Henri passt derweil auf die gemeinsamen Kinder Prune und Barnabé auf. Maxime, der ungeduldig auf Isabelles Rückkehr wartet, ruft schließlich in der Bar an, um Isabelle dazu zu bewegen, endlich nach Hause zu kommen, habe er doch seit einem Unfall, bei dem er sich am Finger verletzt hat, Probleme mit dem Herzen. Isabelle, die ihm versichert, dass laut Arzt alles mit ihm in Ordnung sei, kehrt erst spät und betrunken heim. Sie weckt Maxime auf, und sie schlafen miteinander.
Auf Huguettes Rat hin bereitet Isabelle ein romantisches Abendessen zu, um Maxime doch noch zu überreden, mit ihr ein Kind zu bekommen. Maxime zeigt sich weiterhin ablehnend, worauf ihm Isabelle Egoismus unterstellt und ihn wütend aus der Wohnung wirft. Zum Missfallen von Huguette lädt Isabelle tags darauf ihren Kollegen François Moinet, einen Schürzenjäger, der schon seit längerem an ihr interessiert ist, zu einem gemeinsamen Abendessen ein. Maxime hält sich derweil auf dem Internationalen Comicfestival von Angoulême auf, wo er eine junge Frau kennenlernt, die seine Zeichnungen bewundert. Nach einem gemeinsamen Essen verbringt er auch die Nacht mit ihr. Isabelle und Moinet, der im Restaurant von einer gemeinsamen Zukunft auf einer einsamen Südseeinsel träumt, verbringen in dessen Junggesellenwohnung ebenfalls die Nacht miteinander.
Zurück in Paris sucht Maxime nach Isabelle. Er findet sie beim Volleyball mit Moinet und will mit ihr reden. Es kommt zum Streit, worauf ihn Isabelle wütend damit konfrontiert, mit Moinet geschlafen zu haben. Maxime attackiert Moinet und verletzt sich dabei an der Nase. Um sein Wohl besorgt, kümmert sich Isabelle um ihn im Duschraum der Turnhalle, und es kommt zur Versöhnung. Zu Isabelles großer Freude ist Maxime nun bereit, mit ihr ein Kind zu bekommen. Schon bald ist sie schwanger und stellt Maxime endlich ihren Eltern vor, die in einem Haus am Meer ein für Maxime wenig erstrebenswertes Leben führen und noch dazu auf eine baldige Hochzeit der beiden drängen. Henri, dessen Ehe mit Huguette nicht zum Besten steht und der Maxime davor gewarnt hat, als Hausmann zu enden wie er, wird von diesem dazu ermutigt, seine Ehe zu retten. Auf Isabelles und Maximes Hochzeit sind Henri und Huguette kurz darauf wieder ein glückliches Paar.
Als Maxime und die inzwischen hochschwangere Isabelle in Paris spazieren gehen, treffen sie auf die junge Frau, mit der Maxime in Angoulême geschlafen hat. Da Maxime von Isabelles Nacht mit Moinet weiß, erzählt er ihr offen von seinem One-Night-Stand. Isabelle reagiert eifersüchtig und es kommt zum Streit. Sie gibt Maxime eine Ohrfeige und fährt mit ihrem Auto allein davon. Maxime sucht nach ihr und glaubt sie bei Moinet. In dessen Wohnung findet er statt Isabelle nur Henri vor. Gemeinsam betrinken sie sich und verwüsten Moinets Wohnung. Auf der Straße werden sie von Polizisten festgenommen, damit sie in einer Zelle ihren Rausch ausschlafen. Am nächsten Morgen wird Maxime aus der Zelle entlassen. Er eilt zum Krankenhaus, wo Isabelle einen gesunden Jungen zur Welt gebracht hat. Die tief traurige Isabelle gibt sich weiterhin abweisend und lässt ihn rauswerfen. Als er mit einem großen Blumenstrauß zurückkehrt, schließt sie ihn jedoch sofort in die Arme.
Maxime zeigt sich dem kleinen Antoine gegenüber als liebevoller Vater. Huguette verkündet derweil Henri, ein weiteres Kind zu erwarten. Die Weihnachtsfeiertage verbringen Maxime und Isabelle bei deren Eltern, wovon Maxime alles andere als begeistert ist. Eine Einladung von Isabelle, die er unter dem Weihnachtsbaum findet und die mit einem Zitat aus seinen Science-Fiction-Comics ein gemeinsames Schäferstündchen in Aussicht stellt, stimmt ihn jedoch versöhnlich.

## Hintergrund
Heirate mich nicht, Chérie war das Regiedebüt von Jean-Loup Hubert, der zusammen mit Josiane Balasko und Gérard Zingg auch das Drehbuch schrieb. Die im Film von Maxime gezeichneten Comics fertigte André Juillard an. Der im Abspann zu hörende Titelsong L’Année prochaine si tout va bien wurde von Sofie Kremen interpretiert. Der Schauspieler und Regisseur Mathieu Kassovitz hatte im Film in der Rolle eines Jungen, der in Angoulême ein Goldorak-Manga von Maxime haben möchte, seinen zweiten Leinwandauftritt. Als Tochter von Henri und Huguette gab die Schauspielerin – und wie Kassovitz später auch im Regiefach tätige – Maïwenn im Alter von fünf Jahren ihr Leinwanddebüt. Zwei Jahre später war sie auch in Ein mörderischer Sommer (1983) als Isabelle Adjanis kindliches Ich zu sehen.
Heirate mich nicht, Chérie kam am 5. August 1981 in die französischen Kinos, wo der Film von etwas mehr als einer halben Million Zuschauer gesehen wurde. In Deutschland wurde er erstmals am 11. September 1987 vom ZDF im Fernsehen gezeigt. Am 21. September 1991 wurde er auch im seinerzeit noch bestehenden Fernsehen der DDR ausgestrahlt.

## Kritiken
Für das Lexikon des internationalen Films war Heirate mich nicht, Chérie eine „[k]onventionell inszenierte Komödie über die Probleme, die sich aus der ‚freien‘ modernen Beziehung ergeben“. Mitunter wirke der Film „konstruiert“, doch handle es sich dennoch um „sympathische Unterhaltung“.
Le Monde attestierte Isabelle Adjani nach ihren zuvor veröffentlichten Filmen Quartett und Possession eine „außergewöhnliche Flexibilität […] in dieser sentimentalen Komödie, die mit viel Humor, ein wenig Emotion und einem gewissen Feingefühl die Lebensweise einer Generation nahe der 30 beschreibt“ – wie es bereits ihr Film Clara und die tollen Typen aus demselben Jahr getan habe. Thierry Lhermitte sei dabei erneut ihr Partner und „ein ausgezeichneter Schauspieler“. Regisseur Jean-Loup Hubert habe laut Le Monde sichtlich Spaß daran, die tradierten Rollenbilder der Geschlechter in seinem Film zu vertauschen: die Frau im Büro, der Mann zu Hause. Er verspotte die Machos, trete aber eher für einen gemäßigten Feminismus ein, indem das Paar, zwar durch eine neue Übereinkunft der Geschlechter reformiert, am Ende trotzdem eine traditionelle Ehe eingehe.
Die New York Times bezeichnete den Film als „schwache französische Komödie“, deren größtes Problem die dünne Handlung sei. Der Film sei durchaus „erfreulich“, aber eben „nicht besonders fesselnd“. Die beiden Hauptdarsteller seien „süß“ zusammen und „ziemlich glaubwürdig, wenn auch etwas freudlos in den komischsten Momenten des Films“. Im Grunde handle es sich auch weniger um eine Komödie. Es sei vielmehr „ein unbeschwerter Film über ernste Themen“, was jedoch kaum Charme erzeuge und ihn letztlich enorm einschränke. Das Drehbuch wirke lebensnah, was dem Film am meisten zugutekomme. Es sei jedoch fraglich, ob ihn das interessanter mache als das reale Leben der Zuschauer.

## Deutsche Fassung
Die deutsche Synchronfassung entstand 1985 bei der Rondo-Film in Berlin. Das Dialogbuch schrieb Michael Erdmann, der auch die Synchronregie führte.
| Rolle             | Darsteller        | Synchronsprecher |
| ----------------- | ----------------- | ---------------- |
| Isabelle Maréchal | Isabelle Adjani   | Katja Nottke     |
| Maxime            | Thierry Lhermitte | Torsten Sense    |
| François Moinet   | Bernard Crombey   | Norbert Gescher  |
| Henri             | Michel Dussarat   | Uwe Paulsen      |
| Huguette          | Marie-Anne Chazel | Evelyn Maron     |